# Drepananthus ramuliflorus
Drepananthus ramuliflorus Maingay ex Hook.f. & Thomson – gatunek rośliny z rodziny flaszowcowatych (Annonaceae Juss.). Występuje naturalnie w Malezji, Indonezji oraz Singapurze. 

## Morfologia
LiścieSą owłosione.
KwiatyPłatki mają równowąski kształt.
Gatunki podobneRoślina jest podobna do gatunku D. pruniferus, ale liście ma owłosione, działki kielicha są mniejsze, a płatki są bardziej wąskie.

## Biologia i ekologia
W Singapurze rośnie w lasach porastających słodkowodne bagna.